# BitlBee
BitlBee is een gateway tussen IRC en instant messengers, ontwikkeld door Nederlandse programmeurs en gepubliceerd onder de GNU General Public License. Het biedt de mogelijkheid via het IRC-protocol gebruik te maken van andere netwerken zoals AOL, ICQ, MSN, XMPP (Google Talk en Facebook Chat) en Yahoo! en Twitter.
Het is mogelijk om een eigen BitlBee-server te gebruiken op je eigen computer, maar er zijn ook heel wat publieke servers beschikbaar.
BitlBee kan gebruikt worden op verschillende besturingssystemen, waaronder Linux, Unix, BSD, Mac en Windows.